# タイプ2
『タイプ2』（タイプツー）は、つんく♂のアルバム。

## 内容
前作アルバムのロックに対し、本作はR&Bを意識した内容になっている。愛内里菜とのデュエット曲「愛エピローグ」はGIZA studio関連レコーディング・スタジオで行った。11曲中5曲は自身のフェイバリット・ソングでのカバーである。

## 収録曲
1. FOREVER〜あなたに会いたい〜
作詞:つんく 作曲:大野愛果 編曲:平田祥一郎
2. 愛エピローグ - つんく♂&愛内里菜
作詞・作曲:つんく 編曲:高橋諭一
3. Memory 青春の光 - 原曲:モーニング娘。
作詞・作曲:つんく 編曲:鈴木俊介
4. あなたに - 原曲:安全地帯
作詞:松井五郎 作詞:玉置浩二 編曲:鈴木俊介
5. Just the way you are - 原曲:Billy Joel
作詞・作曲:Billy Joel 編曲:鈴木俊介
6. 大阪 恋の歌 - 原曲:モーニング娘。
作詞・作曲:つんく 編曲:高橋諭一
7. さよならの向う側 - 原曲:山口百恵
作詞:阿木燿子 作曲:宇崎竜童 編曲:鈴木俊介
8. YOUR SONG〜青春宣誓〜 - 原曲:松浦亜弥
作詞・作曲:つんく 編曲:鈴木俊介
9. シャイン・オン君が哀しい - 原曲:LOOK
作詞・作曲:千沢仁 編曲:鈴木俊介
10. おふくろの子守唄 - 原曲:五木ひろし
作詞・作曲:つんく 編曲:鈴木俊介
11. お・や・す・み - 原曲:CHAGE and ASKA
作詞・作曲:ASKA 編曲:鈴木俊介

## 参加ミュージシャン
- 平田祥一郎 - プログラミング
- 高橋諭一 - プログラミング、ギター
- 鈴木俊介 - プログラミング、ギター
- 竹内浩明 - コーラス
- 稲葉貴子 - コーラス
- 前嶋康明 - ピアノ
- 竹上良成 - サックス
- 寺尾広 - ディレクター